# Double Platinum
Double Platinum je druhé kompilační album americké skupiny Kiss. Vydáno bylo 2. dubna 1978.

## Seznam skladeb
| Základní verze | Základní verze                    | Základní verze               | Základní verze | Základní verze |
| Pořadí         | Název                             | Autor                        | Hlavní zpěvák  | Délka          |
| -------------- | --------------------------------- | ---------------------------- | -------------- | -------------- |
| 1.             | Strutter ‘78                      | Stanley / Simmons            | Paul Stanley   | 3:43           |
| 2.             | Do You Love Me?                   | Stanley / Ezrin / Kim Fowley | Stanley        | 3:32           |
| 3.             | Hard Luck Woman (Remix)           | Stanley                      | Peter Criss    | 3:23           |
| 4.             | Calling Dr. Love (Remix)          | Simmons                      | Gene Simmons   | 3:20           |
| 5.             | Let Me Go, Rock 'n' Roll          | Simmons / Stanley            | Simmons        | 2:15           |
| 6.             | Love Gun                          | Stanley                      | Stanley        | 3:17           |
| 7.             | God of Thunder                    | Stanley                      | Simmons        | 4:14           |
| 8.             | Firehouse (Remix)                 | Stanley                      | Stanley        | 3:20           |
| 9.             | Hotter Than Hell                  | Stanley                      | Stanley        | 3:30           |
| 10.            | I Want You                        | Stanley                      | Stanley        | 3:02           |
| 11.            | Deuce (Remix)                     | Simmons                      | Simmons        | 3:02           |
| 12.            | 100,000 Years (Remix)             | Stanley / Simmons            | Stanley        | 3:24           |
| 13.            | Detroit Rock City (Remix)         | Stanley / Bob Ezrin          | Stanley        | 3:35           |
| 14.            | Rock Bottom (Intro) / She (Remix) | Frehley / Stanley            | Stanley        | 5:27           |
| 15.            | Rock and Roll All Nite            | Stanley / Simmons            | Simmons        | 2:48           |
| 16.            | Beth                              | Criss / Ezrin / Penridge     | Criss          | 2:45           |
| 17.            | Makin' Love                       | Stanley / Delaney            | Stanley        | 3:12           |
| 18.            | C'mon and Love Me (Remix)         | Stanley                      | Stanley        | 2:54           |
| 19.            | Cold Gin                          | Ace Frehley                  | Simmons        | 4:22           |
| 20.            | Black Diamond (Remix)             | Stanley                      |                | 4:14           |
| Celková délka: | Celková délka:                    | Celková délka:               | Celková délka: | 69:45          |

## Obsazení
- Paul Stanley – kytara, zpěv
- Gene Simmons – basová kytara, zpěv
- Ace Frehley – sólová kytara, zpěv
- Peter Criss – bicí, zpěv